# Peromyia baccha
Peromyia baccha är en tvåvingeart som beskrevs av Boris Mamaev 1998. Peromyia baccha ingår i släktet Peromyia och familjen gallmyggor. Inga underarter finns listade i Catalogue of Life.